# Podocerus kleidus
Podocerus kleidus is een vlokreeftensoort uit de familie van de Podoceridae. De wetenschappelijke naam van de soort is voor het eerst geldig gepubliceerd in 1992 door Thomas & J. L. Barnard.